# Élections cantonales de 2004 dans les Deux-Sèvres
Les élections cantonales ont eu lieu les 21 et 28 mars 2004.
Lors de ces élections, 16 des 33 cantons des Deux-Sèvres ont été renouvelés. Elles ont vu la reconduction de la majorité UMP dirigée par Jean-Marie Morisset, président du conseil général depuis 2002.

## Résultats à l’échelle du département
Répartition départementale des résultats (2e tour).
- PS (42,28 %)
- DVG (15,2 %)
- UMP (10,24 %)
- DVD (32,28 %)

| Étiquette      | Étiquette                         | Premier tour | Premier tour | Second tour | Second tour | Sièges |
| Étiquette      | Étiquette                         | Voix         | %            | Voix        | %           | Sièges |
| -------------- | --------------------------------- | ------------ | ------------ | ----------- | ----------- | ------ |
|                | Parti socialiste                  | 26 028       | 35,27        | 18 072      | 42,28       | 8      |
|                | Divers gauche                     | 6 625        | 8,98         | 6 498       | 15,20       | 2      |
|                | Parti communiste français         | 2 282        | 3,09         |             |             |        |
|                | Les Verts                         | 1 530        | 2,07         |             |             |        |
|                | Extrême gauche                    | 1 508        | 2,04         |             |             |        |
| Gauche         | Gauche                            | 37 973       | 51,45        | 24 570      | 57,47       | 10     |
|                |                                   |              |              |             |             |        |
|                | Divers droite                     | 22 589       | 30,61        | 13 798      | 32,28       | 5      |
|                | Union pour un mouvement populaire | 7 849        | 10,64        | 4 379       | 10,24       | 1      |
|                | Front national                    | 5 190        | 7,03         |             |             |        |
| Droite         | Droite                            | 35 628       | 48,28        | 18 177      | 42,52       | 6      |
|                |                                   |              |              |             |             |        |
|                | Divers                            | 193          | 0,26         |             |             |        |
|                |                                   |              |              |             |             |        |
| Inscrits       | Inscrits                          | 117 752      | 100,00       | 65 025      | 100,00      |        |
| Abstention     | Abstention                        | 38 998       | 33,12        | 19 787      | 30,43       |        |
| Votants        | Votants                           | 78 754       | 66,88        | 45 238      | 69,57       |        |
| Blancs et nuls | Blancs et nuls                    | 4 960        | 6,30         | 2 491       | 5,51        |        |
| Exprimés       | Exprimés                          | 73 794       | 93,70        | 42 747      | 94,49       |        |

## Résultats par canton

### Canton de Celles-sur-Belle
| Candidats      | Candidats         | Étiquette      | Premier tour | Premier tour |
| Candidats      | Candidats         | Étiquette      | Voix         | %            |
| -------------- | ----------------- | -------------- | ------------ | ------------ |
|                | Éric Gautier*     | PS             | 3 320        | 73,58        |
|                | Jocelyne Baussant | EXG            | 532          | 11,79        |
|                | Patrick Hourman   | FN             | 455          | 10,08        |
|                | Philippe Brilouet | PCF            | 205          | 4,54         |
|                |                   |                |              |              |
| Inscrits       | Inscrits          | Inscrits       | 7 833        | 100,00       |
| Abstention     | Abstention        | Abstention     | 2 679        | 34,20        |
| Votants        | Votants           | Votants        | 5 154        | 65,80        |
| Blancs et nuls | Blancs et nuls    | Blancs et nuls | 642          | 12,46        |
| Exprimés       | Exprimés          | Exprimés       | 4 512        | 87,54        |

*sortant

### Canton de Cerizay
| Candidats      | Candidats            | Étiquette      | Premier tour | Premier tour | Second tour | Second tour |
| Candidats      | Candidats            | Étiquette      | Voix         | %            | Voix        | %           |
| -------------- | -------------------- | -------------- | ------------ | ------------ | ----------- | ----------- |
|                | Johnny Brosseau      | PS             | 3 258        | 49,51        | 3 887       | 56,60       |
|                | Isabelle des Dorides | DVD            | 2 947        | 44,79        | 2 981       | 43,40       |
|                | Georges David        | FN             | 375          | 5,70         |             |             |
|                |                      |                |              |              |             |             |
| Inscrits       | Inscrits             | Inscrits       | 10 376       | 100,00       | 10 374      | 100,00      |
| Abstention     | Abstention           | Abstention     | 3 311        | 31,91        | 3 088       | 29,77       |
| Votants        | Votants              | Votants        | 7 065        | 68,09        | 7 286       | 70,23       |
| Blancs et nuls | Blancs et nuls       | Blancs et nuls | 485          | 6,86         | 418         | 5,74        |
| Exprimés       | Exprimés             | Exprimés       | 6 580        | 93,14        | 6 868       | 94,26       |

### Canton de Champdeniers-Saint-Denis
| Candidats      | Candidats        | Étiquette      | Premier tour | Premier tour | Second tour | Second tour |
| Candidats      | Candidats        | Étiquette      | Voix         | %            | Voix        | %           |
| -------------- | ---------------- | -------------- | ------------ | ------------ | ----------- | ----------- |
|                | Alain Champeil   | DVD            | 789          | 26,78        | 1 347       | 46,34       |
|                | Didier Delechat* | PS             | 770          | 26,14        | 1 560       | 53,66       |
|                | Monique Richard  | DVD            | 405          | 13,75        |             |             |
|                | Yves Poussard    | UMP            | 272          | 9,23         |             |             |
|                | Chantal Mathieu  | Verts          | 260          | 8,83         |             |             |
|                | Philippe Baudet  | SE             | 193          | 6,55         |             |             |
|                | Jean Bry         | FN             | 137          | 4,65         |             |             |
|                | Philippe Jeannot | DVD            | 120          | 4,07         |             |             |
|                |                  |                |              |              |             |             |
| Inscrits       | Inscrits         | Inscrits       | 4 244        | 100,00       | 4 244       | 100,00      |
| Abstention     | Abstention       | Abstention     | 1 159        | 27,31        | 1 077       | 25,38       |
| Votants        | Votants          | Votants        | 3 085        | 72,69        | 3 167       | 74,62       |
| Blancs et nuls | Blancs et nuls   | Blancs et nuls | 139          | 4,51         | 260         | 8,21        |
| Exprimés       | Exprimés         | Exprimés       | 2 946        | 95,49        | 2 907       | 91,79       |

*sortant

### Canton de Coulonges-sur-l'Autize
| Candidats      | Candidats             | Étiquette      | Premier tour | Premier tour | Second tour | Second tour |
| Candidats      | Candidats             | Étiquette      | Voix         | %            | Voix        | %           |
| -------------- | --------------------- | -------------- | ------------ | ------------ | ----------- | ----------- |
|                | Christian Bonnet      | DVD            | 2 059        | 41,34        | 3 116       | 61,40       |
|                | Georges Castiel       | DVG            | 1 134        | 22,77        | 1 959       | 38,60       |
|                | Jean-Émile Guillaumet | DVD            | 703          | 14,11        |             |             |
|                | Christian Charry      | DVG            | 567          | 11,38        |             |             |
|                | Yves Fossati          | FN             | 286          | 5,74         |             |             |
|                | Yves Rocton           | EXG            | 232          | 4,66         |             |             |
|                |                       |                |              |              |             |             |
| Inscrits       | Inscrits              | Inscrits       | 7 569        | 100,00       | 7 569       | 100,00      |
| Abstention     | Abstention            | Abstention     | 2 333        | 30,82        | 2 210       | 29,20       |
| Votants        | Votants               | Votants        | 5 236        | 69,18        | 5 359       | 70,80       |
| Blancs et nuls | Blancs et nuls        | Blancs et nuls | 255          | 4,87         | 284         | 5,30        |
| Exprimés       | Exprimés              | Exprimés       | 4 981        | 95,13        | 5 075       | 94,70       |

### Canton de Lezay
| Candidats      | Candidats           | Étiquette      | Premier tour | Premier tour | Second tour | Second tour |
| Candidats      | Candidats           | Étiquette      | Voix         | %            | Voix        | %           |
| -------------- | ------------------- | -------------- | ------------ | ------------ | ----------- | ----------- |
|                | Jean-Claude Mazin   | DVG            | 1 000        | 32,58        | 1 474       | 45,17       |
|                | Jean-Pierre Marché* | DVG            | 880          | 28,67        | 1 276       | 39,11       |
|                | Gaëtan Mauze        | UMP            | 559          | 18,21        | 513         | 15,72       |
|                | Pascal Bodin        | EXG            | 180          | 5,87         |             |             |
|                | Maurice Briand      | FN             | 166          | 5,41         |             |             |
|                | Alain Nocquet       | DVG            | 126          | 4,11         |             |             |
|                | François Riedel     | Verts          | 105          | 3,42         |             |             |
|                | Jean-Yves Goyer     | PCF            | 53           | 1,73         |             |             |
|                |                     |                |              |              |             |             |
| Inscrits       | Inscrits            | Inscrits       | 4 626        | 100,00       | 4 627       | 100,00      |
| Abstention     | Abstention          | Abstention     | 1 411        | 30,50        | 1 227       | 26,52       |
| Votants        | Votants             | Votants        | 3 215        | 69,50        | 3 400       | 73,48       |
| Blancs et nuls | Blancs et nuls      | Blancs et nuls | 146          | 4,54         | 137         | 4,03        |
| Exprimés       | Exprimés            | Exprimés       | 3 069        | 95,46        | 3 263       | 95,97       |

*sortant

### Canton de Menigoute
| Candidats      | Candidats         | Étiquette      | Premier tour | Premier tour | Second tour | Second tour |
| Candidats      | Candidats         | Étiquette      | Voix         | %            | Voix        | %           |
| -------------- | ----------------- | -------------- | ------------ | ------------ | ----------- | ----------- |
|                | Gilles Parnaudeau | DVG            | 555          | 21,53        | 787         | 29,30       |
|                | Jean-Charles Pied | DVG            | 544          | 21,10        | 1 002       | 37,30       |
|                | Serge Boutet      | DVD            | 493          | 19,12        | 897         | 33,40       |
|                | Martine Grasset   | DVD            | 366          | 14,20        |             |             |
|                | Philippe Albert   | DVD            | 347          | 13,46        |             |             |
|                | Colette Messein   | FN             | 152          | 5,90         |             |             |
|                | Stéphane Migne    | PCF            | 121          | 4,69         |             |             |
|                |                   |                |              |              |             |             |
| Inscrits       | Inscrits          | Inscrits       | 3 689        | 100,00       | 3 689       | 100,00      |
| Abstention     | Abstention        | Abstention     | 969          | 26,27        | 840         | 22,77       |
| Votants        | Votants           | Votants        | 2 720        | 73,73        | 2 849       | 77,23       |
| Blancs et nuls | Blancs et nuls    | Blancs et nuls | 142          | 5,22         | 163         | 5,72        |
| Exprimés       | Exprimés          | Exprimés       | 2 578        | 94,78        | 2 686       | 94,28       |

### Canton de Moncoutant
| Candidats      | Candidats            | Étiquette      | Premier tour | Premier tour |
| Candidats      | Candidats            | Étiquette      | Voix         | %            |
| -------------- | -------------------- | -------------- | ------------ | ------------ |
|                | Jean-Louis Potiron*  | DVD            | 4 487        | 89,99        |
|                | Jean-Louis Fontenaud | FN             | 499          | 10,01        |
|                |                      |                |              |              |
| Inscrits       | Inscrits             | Inscrits       | 8 498        | 100,00       |
| Abstention     | Abstention           | Abstention     | 2 711        | 31,90        |
| Votants        | Votants              | Votants        | 5 787        | 68,10        |
| Blancs et nuls | Blancs et nuls       | Blancs et nuls | 801          | 13,84        |
| Exprimés       | Exprimés             | Exprimés       | 4 986        | 86,16        |

*sortant

### Canton de La Mothe-Saint-Héray
| Candidats      | Candidats                    | Étiquette      | Premier tour | Premier tour | Second tour | Second tour |
| Candidats      | Candidats                    | Étiquette      | Voix         | %            | Voix        | %           |
| -------------- | ---------------------------- | -------------- | ------------ | ------------ | ----------- | ----------- |
|                | Jean-Pierre Griffault*       | DVD            | 1 313        | 46,26        | 1 674       | 57,19       |
|                | Alain Delage                 | PS             | 924          | 32,56        | 1 253       | 42,81       |
|                | Jean-Marie Auzanneau-Fouquet | DVG            | 186          | 6,55         |             |             |
|                | Valérie Maze                 | PCF            | 182          | 6,41         |             |             |
|                | René Gautier                 | FN             | 143          | 5,04         |             |             |
|                | Dominique Blanchet           | DVG            | 90           | 3,17         |             |             |
|                |                              |                |              |              |             |             |
| Inscrits       | Inscrits                     | Inscrits       | 4 005        | 100,00       | 3 999       | 100,00      |
| Abstention     | Abstention                   | Abstention     | 1 038        | 25,92        | 930         | 23,26       |
| Votants        | Votants                      | Votants        | 2 967        | 74,08        | 3 069       | 76,74       |
| Blancs et nuls | Blancs et nuls               | Blancs et nuls | 129          | 4,35         | 142         | 4,63        |
| Exprimés       | Exprimés                     | Exprimés       | 2 838        | 95,65        | 2 927       | 95,37       |

*sortant

### Canton de Niort-Est
| Candidats      | Candidats          | Étiquette      | Premier tour | Premier tour |
| Candidats      | Candidats          | Étiquette      | Voix         | %            |
| -------------- | ------------------ | -------------- | ------------ | ------------ |
|                | Geneviève Rizzi*   | PS             | 3 781        | 50,94        |
|                | Élisabeth Beauvais | UMP            | 2 065        | 27,82        |
|                | Bernard Jourdain   | Verts          | 781          | 10,52        |
|                | Lucie Chaumeron    | FN             | 432          | 5,82         |
|                | Daniele Gandillon  | PCF            | 363          | 4,89         |
|                |                    |                |              |              |
| Inscrits       | Inscrits           | Inscrits       | 12 471       | 100,00       |
| Abstention     | Abstention         | Abstention     | 4 712        | 37,78        |
| Votants        | Votants            | Votants        | 7 759        | 62,22        |
| Blancs et nuls | Blancs et nuls     | Blancs et nuls | 337          | 4,34         |
| Exprimés       | Exprimés           | Exprimés       | 7 422        | 95,66        |

*sortant

### Canton de Niort-Ouest
| Candidats      | Candidats              | Étiquette      | Premier tour | Premier tour | Second tour | Second tour |
| Candidats      | Candidats              | Étiquette      | Voix         | %            | Voix        | %           |
| -------------- | ---------------------- | -------------- | ------------ | ------------ | ----------- | ----------- |
|                | Gérard Zabatta*        | PS             | 4 697        | 46,77        | 6 663       | 63,28       |
|                | Marc Thébault          | UMP            | 2 746        | 27,35        | 3 866       | 36,72       |
|                | Jean-Romée Charbonneau | FN             | 845          | 8,41         |             |             |
|                | Joël Renoux            | PS             | 760          | 7,57         |             |             |
|                | Marinette Veyssiere    | EXG            | 564          | 5,62         |             |             |
|                | Jean-Pierre Gelot      | PCF            | 430          | 4,28         |             |             |
|                |                        |                |              |              |             |             |
| Inscrits       | Inscrits               | Inscrits       | 17 439       | 100,00       | 17 439      | 100,00      |
| Abstention     | Abstention             | Abstention     | 6 866        | 39,37        | 6 315       | 36,21       |
| Votants        | Votants                | Votants        | 10 573       | 60,63        | 11 124      | 63,79       |
| Blancs et nuls | Blancs et nuls         | Blancs et nuls | 531          | 5,02         | 595         | 5,35        |
| Exprimés       | Exprimés               | Exprimés       | 10 042       | 94,98        | 10 529      | 94,65       |

*sortant

### Canton de Prahecq
| Candidats      | Candidats       | Étiquette      | Premier tour | Premier tour |
| Candidats      | Candidats       | Étiquette      | Voix         | %            |
| -------------- | --------------- | -------------- | ------------ | ------------ |
|                | Alain Mathieu*  | PS             | 3 492        | 55,67        |
|                | Monique Morin   | DVD            | 1 753        | 27,95        |
|                | Jacky Leton     | FN             | 385          | 6,14         |
|                | Bruno Paris     | Verts          | 384          | 6,12         |
|                | Patrice Laplace | PCF            | 259          | 4,13         |
|                |                 |                |              |              |
| Inscrits       | Inscrits        | Inscrits       | 9 824        | 100,00       |
| Abstention     | Abstention      | Abstention     | 3 260        | 33,18        |
| Votants        | Votants         | Votants        | 6 564        | 66,82        |
| Blancs et nuls | Blancs et nuls  | Blancs et nuls | 291          | 4,43         |
| Exprimés       | Exprimés        | Exprimés       | 6 273        | 95,57        |

*sortant

### Canton de Saint-Maixent-l'École-2
| Candidats      | Candidats            | Étiquette      | Premier tour | Premier tour |
| Candidats      | Candidats            | Étiquette      | Voix         | %            |
| -------------- | -------------------- | -------------- | ------------ | ------------ |
|                | Léopold Moreau*      | UMP            | 2 207        | 50,72        |
|                | Roger Largeaud       | PS             | 1 600        | 36,77        |
|                | Jean Point           | FN             | 362          | 8,32         |
|                | Jean-Claude Morisson | PCF            | 182          | 4,18         |
|                |                      |                |              |              |
| Inscrits       | Inscrits             | Inscrits       | 6 510        | 100,00       |
| Abstention     | Abstention           | Abstention     | 1 942        | 29,83        |
| Votants        | Votants              | Votants        | 4 568        | 70,17        |
| Blancs et nuls | Blancs et nuls       | Blancs et nuls | 217          | 4,75         |
| Exprimés       | Exprimés             | Exprimés       | 4 351        | 95,25        |

*sortant

### Canton de Saint-Varent
| Candidats      | Candidats                  | Étiquette      | Premier tour | Premier tour |
| Candidats      | Candidats                  | Étiquette      | Voix         | %            |
| -------------- | -------------------------- | -------------- | ------------ | ------------ |
|                | Claude Aubin               | DVD            | 1 610        | 61,26        |
|                | Jean-Michel Gomes-Teixeira | DVG            | 658          | 25,04        |
|                | Michel Fievet              | FN             | 270          | 10,27        |
|                | Ernest Levindre            | PCF            | 90           | 3,42         |
|                |                            |                |              |              |
| Inscrits       | Inscrits                   | Inscrits       | 4 165        | 100,00       |
| Abstention     | Abstention                 | Abstention     | 1 297        | 31,14        |
| Votants        | Votants                    | Votants        | 2 868        | 68,86        |
| Blancs et nuls | Blancs et nuls             | Blancs et nuls | 240          | 8,37         |
| Exprimés       | Exprimés                   | Exprimés       | 2 628        | 91,63        |

### Canton de Sauzé-Vaussais
| Candidats      | Candidats              | Étiquette      | Premier tour | Premier tour | Second tour | Second tour |
| Candidats      | Candidats              | Étiquette      | Voix         | %            | Voix        | %           |
| -------------- | ---------------------- | -------------- | ------------ | ------------ | ----------- | ----------- |
|                | Dorick Barillot        | PS             | 1 242        | 41,03        | 1 699       | 55,60       |
|                | Jacqueline Ajer        | DVD            | 829          | 27,39        | 1 357       | 44,40       |
|                | Michel Eprinchard      | DVD            | 612          | 20,22        | Retrait     | Retrait     |
|                | Jean-Pierre Mamy-David | FN             | 229          | 7,57         |             |             |
|                | Bertrand Naudier       | PCF            | 115          | 3,80         |             |             |
|                |                        |                |              |              |             |             |
| Inscrits       | Inscrits               | Inscrits       | 4 391        | 100,00       | 4 391       | 100,00      |
| Abstention     | Abstention             | Abstention     | 1 216        | 27,69        | 1 112       | 25,32       |
| Votants        | Votants                | Votants        | 3 175        | 72,31        | 3 279       | 74,68       |
| Blancs et nuls | Blancs et nuls         | Blancs et nuls | 148          | 4,66         | 223         | 6,80        |
| Exprimés       | Exprimés               | Exprimés       | 3 027        | 95,34        | 3 056       | 93,20       |

### Canton de Thénezay
| Candidats      | Candidats              | Étiquette      | Premier tour | Premier tour |
| Candidats      | Candidats              | Étiquette      | Voix         | %            |
| -------------- | ---------------------- | -------------- | ------------ | ------------ |
|                | Hervé Talhouët de Roy* | DVD            | 1 279        | 53,63        |
|                | Michel Colmenero-Cruz  | DVG            | 885          | 37,11        |
|                | Christine Roux         | FN             | 133          | 5,58         |
|                | Yannick Prunier        | PCF            | 88           | 3,69         |
|                |                        |                |              |              |
| Inscrits       | Inscrits               | Inscrits       | 3 419        | 100,00       |
| Abstention     | Abstention             | Abstention     | 859          | 25,12        |
| Votants        | Votants                | Votants        | 2 560        | 74,88        |
| Blancs et nuls | Blancs et nuls         | Blancs et nuls | 175          | 6,84         |
| Exprimés       | Exprimés               | Exprimés       | 2 385        | 93,16        |

*sortant

### Canton de Thouars-1
| Candidats      | Candidats        | Étiquette      | Premier tour | Premier tour | Second tour | Second tour |
| Candidats      | Candidats        | Étiquette      | Voix         | %            | Voix        | %           |
| -------------- | ---------------- | -------------- | ------------ | ------------ | ----------- | ----------- |
|                | Patrice Pineau   | PS             | 2 184        | 42,19        | 3 010       | 55,37       |
|                | Philippe Morin*  | DVD            | 1 744        | 33,69        | 2 426       | 44,63       |
|                | Alain Dumont     | DVD            | 733          | 14,16        |             |             |
|                | Auguste Godet    | FN             | 321          | 6,20         |             |             |
|                | Jeannine Zeekaff | PCF            | 194          | 3,75         |             |             |
|                |                  |                |              |              |             |             |
| Inscrits       | Inscrits         | Inscrits       | 8 693        | 100,00       | 8 693       | 100,00      |
| Abstention     | Abstention       | Abstention     | 3 235        | 37,21        | 2 988       | 34,37       |
| Votants        | Votants          | Votants        | 5 458        | 62,79        | 5 705       | 65,63       |
| Blancs et nuls | Blancs et nuls   | Blancs et nuls | 282          | 5,17         | 269         | 4,72        |
| Exprimés       | Exprimés         | Exprimés       | 5 176        | 94,83        | 5 436       | 95,28       |

*sortant